# Matt McCoy
Matt McCoy, född 20 maj 1958 i Austin, Texas, är en amerikansk skådespelare.
Han föddes i Austin i Texas och växte upp i Bethesda i Maryland.

## Filmografi

### Filmer som haft svensk premiär
- 1985 – Tre nördar i Palm Springs – J.C. Springer
- 1986 – Flygbluffen – Ames
- 1988 – Polisskolan 5 – Uppdrag Miami Beach – Nick Lassard
- 1989 – DeepStar Six – James "Jim" Richardson
- 1989 – Polisskolan 6 – Går under jorden – Nick Lassard
- 1992 – Ögon som ser – Frank Carlyle
- 1992 – Handen som gungar vaggan – Michael Bartel
- 1994 – The Soft Kill – Vinnie Lupino
- 1994 – Jakten på Bigfoot – Nick
- 1994 – Bakom stängda dörrar – Steven
- 1995 – Fast Money – Jack
- 1995 – Cradle of Crime – Derek Mitchelson
- 1995 – Rent-a-Kid – Russ Syracuse
- 1996 – Oskyldigt dömd – David Harbin
- 1997 – L.A. konfidentiellt – Brett Chase
- 2001 – Beethovens fyra – Reginald Sedgewick
- 2003 – National Security – Robert Barton

### TV-serier
- 1988 – Mord och inga visor – Todd Wendle, 1 avsnitt
- 1989 – Star Trek: The Next Generation – Devinoni Ral, 1 avsnitt
- 1989 – Pantertanter – fader Avery, 1 avsnitt
- 1993 – Lagens änglar – Rick Turner, 1 avsnitt
- 1994 – The Nanny – Steve Mintz, 1 avsnitt
- 1994 – Melrose Place – Quinton Benson, 1 avsnitt
- 1995–1997 – Seinfeld (TV-serie) – Lloyd Braun, 2 avsnitt
- 1999 – På spaning i New York – Trent Knox, 1 avsnitt
- 1999 – Chicago Hope – Jeremy Hofmeister, 1 avsnitt
- 2001 – Sabrina tonårshäxan – Calvin, 1 avsnitt
- 2001 – Six Feet Under – chef för Slicks begravningsbyrå
- 2003 – Vita huset (TV-serie) – Tom Landis, 1 avsnitt
- 2003–2005 – Carnivàle (TV-serie) – Ned Munson, 4 avsnitt
- 2005 – CSI: New York – Martin Benson, 1 avsnitt
- 2007 – Studio 60 on the Sunset Strip – Russell, 1 avsnitt
- 2008 – Big Love, 1 avsnitt
- 2008 – Brottskod: Försvunnen, 1 avsnitt